# جام ملت‌های آسیا ۱۹۹۶
یازدهمین دوره مسابقات جام ملت‌های آسیا در سال ۱۹۹۶  در امارات متحده عربی در دو شهر ابوظبی و العین با حضور دوازده تیم برگزار شد.

## محل برگزاری
| ورزشگاه شهری زاید | ورزشگاه طحنون بن محمد |
| ----------------- | --------------------- |
| ابوظبی            | العین                 |
| ظرفیت: ۶۰.۰۰۰     | ظرفیت: ۱۵.۰۰۰         |
|                   |                       |
| ورزشگاه آل مکتوم  | ابوظبیالعیندبی ·      |
| دبی               | ابوظبیالعیندبی ·      |
| ظرفیت: ۱۲.۰۰۰     | ابوظبیالعیندبی ·      |
|                   | ابوظبیالعیندبی ·      |

## نحوه صعود
- ۳۳ تیم در مرحله انتخابی شرکت کردند.

تیم ژاپن قهرمان دوره قبل و تیم امارات میزبان مسابقات، به طور مستقیم به این رقابت‌ها راه یافتند. ده تیم دیگر در مسابقات انتخابی شرکت کردند.

## دوره مقدماتی
باید از میان دوازده تیم هشت تیم به مرحله بعد صعود می‌کردند. به این ترتیب دو تیم اول هر گروه و دو تیم از سه تیمی که رتبه سوم را با امتیاز بهتری کسب کرده بودند، به مرحله بعد صعود می‌کردند.

### گروه نخست
امارات، کره جنوبی، کویت و اندونزی در این گروه قرار داشتند که به ترتیب اول تا چهارم شدند. کویت به عنوان تیم دوم صعود کرد. امارات میزبان در این رقابت‌ها با کرهٔ جنوبی مساوی کرد. سپس کویت و اندونزی را شکست داد. تیم فوتبال کویت با وجود تساوی در برابر اندونزی و باخت در برابر امارات در بازی آخر خود موفق شد تیم فوتبال کرهٔ جنوبی را شکست دهد.
| تیم               | امتیاز | بازی | برد | باخت | تساوی | زده | خورده | تفاضل گل |
| ----------------- | ------ | ---- | --- | ---- | ----- | --- | ----- | -------- |
| امارات متحده عربی | ۷      | ۳    | ۲   | ۰    | ۱     | ۶   | ۳     | ۳        |
| کویت              | ۴      | ۳    | ۱   | ۱    | ۱     | ۶   | ۵     | ۱        |
| کره جنوبی         | ۴      | ۳    | ۱   | ۱    | ۱     | ۵   | ۵     | ۰        |
| اندونزی           | ۱      | ۳    | ۰   | ۲    | ۱     | ۴   | ۸     | ۴-       |

| امارات متحدهٔ عربی  | ۱-۱    | کرهٔ جنوبی         |
| ------------------ | ------ | ----------------- |
| خمیس سعد مبارک ۴۰' | Report | هوانگ سان-هونگ ۹' |

| اندونزی                           | ۲-۲    | کویت                               |
| --------------------------------- | ------ | ---------------------------------- |
| ویدودو پوترو ۲۰' · رونی وابیا ۴۰' | Report | هانی الصقر ۷۳' · بدر حاجی ۸۴' (پ.) |

| امارات متحدهٔ عربی                                           | ۲-۳    | کویت                 |
| ----------------------------------------------------------- | ------ | -------------------- |
| حسن سعید احمد ۵۳' · عدنان الطلیانی ۵۵' · سعد بخیت مبارک ۸۰' | Report | جاسم الهویدی ۹'، ۴۴' |

| کرهٔ جنوبی                                                 | ۲-۴    | اندونزی                           |
| --------------------------------------------------------- | ------ | --------------------------------- |
| کیم دو-هون ۵' · هوانگ سان-هونگ ۷'، ۱۵' · کو جئونگ-وون ۵۵' | Report | رونی وابیا ۵۸' · ویدودو پوترو ۶۵' |

| امارات متحدهٔ عربی                      | ۰-۲    | اندونزی |
| -------------------------------------- | ------ | ------- |
| حسن سعید احمد ۱۵' · عدنان الطلیانی ۶۴' | Report |         |

| کویت                                | ۰-۲    | کرهٔ جنوبی |
| ----------------------------------- | ------ | --------- |
| جاسم الهویدی ۶۰' · بشار عبدالله ۸۷' | Report |           |

### گروه دو
در گروه دو مسابقات ایران با عراق، تایلند و عربستان هم گروه بود
ایران از عراق با نتیجه یک بر دو شکست خورد. گل ایران را علی دایی به ثمر رساند. عربستان در این روز شش بر صفر تایلند را برد.
ایران تایلند را با حساب سه بر یک شکست داد. گلهای ایران را نعیم سعداوی، مهرداد میناوند و دایی به ثمر رساندند. عربستان با حساب یک بر صفر عراق را برد و با تفاضل مثبت هفت در صدر ایستاد.
ایران عربستان را سه بر صفر برد. این نتیجه موجب سرگروهی ایران شد. گلهای بازی را دایی، خداداد عزیزی و کریم باقری زدند. عراق هم تایلند را چهار بر یک شکست داد. عراق در کنار ایران و عربستان صعود کرد.
| تیم           | امتیاز | بازی | برد | باخت | تساوی | زده | خورده | تفاضل گل |
| ------------- | ------ | ---- | --- | ---- | ----- | --- | ----- | -------- |
| ایران         | ۶      | ۳    | ۲   | ۱    | ۰     | ۷   | ۳     | ۴        |
| عربستان سعودی | ۶      | ۳    | ۲   | ۱    | ۰     | ۷   | ۳     | ۴        |
| عراق          | ۶      | ۳    | ۲   | ۱    | ۰     | ۶   | ۳     | ۳        |
| تایلند        | ۰      | ۳    | ۰   | ۳    | ۰     | ۲   | ۱۳    | ۱۱-      |

| عربستان سعودی                                                           | ۰-۶    | تایلند |
| ----------------------------------------------------------------------- | ------ | ------ |
| التیماوی ۱۰' (پ.)، ۲۹' (پ.) · المهلل ۱۵'، ۵۴' · المولد ۱۸' · الجابر ۵۲' | Report |        |

| ایران         | ۲-۱    | عراق                |
| ------------- | ------ | ------------------- |
| دایی ۹۰' (پ.) | Report | فوزی ۳۷' · صبار ۶۹' |

| عربستان سعودی | ۰-۱    | عراق |
| ------------- | ------ | ---- |
| المهلل ۲۶'    | Report |      |

| تایلند                | ۳-۱    | ایران                               |
| --------------------- | ------ | ----------------------------------- |
| کیاتیسوک سناموانگ ۸۰' | Report | سعداوی ۳۸' · میناوند ۵۴' · دایی ۷۰' |

| عربستان سعودی | ۳-۰    | ایران                            |
| ------------- | ------ | -------------------------------- |
|               | Report | دایی ۱۲' · باقری ۳۷' · عزیزی ۴۷' |

| عراق                           | ۱-۴    | تایلند             |
| ------------------------------ | ------ | ------------------ |
| محمود ۱۷'، ۵۰' · حسین ۲۳'، ۶۳' | Report | دوسیت چالرمسان ۲۶' |

### گروه سه
در این گروه ژاپن، چین، سوریه و ازبکستان به ترتیب در جدول قرار گرفتند. از این گروه فقط دو تیم صعود کردند.
| تیم      | امتیاز | بازی | برد | باخت | تساوی | زده | خورده | تفاضل گل |
| -------- | ------ | ---- | --- | ---- | ----- | --- | ----- | -------- |
| ژاپن     | ۹      | ۳    | ۳   | ۰    | ۰     | ۷   | ۱     | ۶        |
| چین      | ۳      | ۳    | ۱   | ۲    | ۰     | ۳   | ۳     | ۰        |
| سوریه    | ۳      | ۳    | ۱   | ۲    | ۰     | ۳   | ۶     | ۳-       |
| ازبکستان | ۳      | ۳    | ۱   | ۲    | ۰     | ۳   | ۶     | ۳-       |

| ژاپن                             | ۱-۲    | سوریه     |
| -------------------------------- | ------ | --------- |
| عباس ۸۵' (گل‌به‌خودی) · تاکاگی ۸۸' | Report | جوخدار ۸' |

| چین | ۲-۰    | ازبکستان                             |
| --- | ------ | ------------------------------------ |
|     | Report | ایگور شکویرین ۷۸' · اولگ شاتسکیخ ۹۰' |

| ژاپن                                    | ۰-۴    | ازبکستان |
| --------------------------------------- | ------ | -------- |
| نانامی ۷' · میورا ۳۷' · مازونو ۸۶'، ۹۰' | Report |          |

| سوریه | ۳-۰    | چین                                        |
| ----- | ------ | ------------------------------------------ |
|       | Report | ما مینگیو ۳۵' · گائو فنگ ۴۹' · لی بینگ ۷۳' |

| ژاپن           | ۰-۱    | چین |
| -------------- | ------ | --- |
| ناوکی سوماً ۹۰' | Report |     |

| ازبکستان           | ۲-۱    | سوریه                          |
| ------------------ | ------ | ------------------------------ |
| سرگی لبدف ۵۳' (پ.) | Report | جوخدار ۴۸' · علی الشیخ دیب ۷۴' |

## مرحله نهایی

### یک چهارم نهایی
در مرحله یک چهارم نهایی ایران کره جنوبی را ۶بر۲ برد. گل‌ها: ۴ گل دایی، یک گل باقری و یک گل عزیزی.
کویت هم ژاپن را ۲بر۰ مغلوب کرد. عربستان چین را ۴ بر۳ برد و امارات عراق را با گل طلایی برد.
میزبانان جام جهانی۲۰۰۲، کره و ژاپن از ایران و کویت در مرحله یک چهارم نهایی شکست خوردند و حذف شدند.

### نیمه نهایی
ایران در نیمه نهایی از عربستان در ضربات پنالتی شکست خورد. داور این بازی متهم به حمایت از عربستان شد. در بازی دیگر امارات یک بر صفر کویت را برد.

### رده‌بندی و دیدار نهایی
در بازی رده‌بندی ایران با گل دایی با کویت تساوی یک بر یک دست یافت، در ضربات پنالتی با درخشش عابدزاده این تیم را شکست داد. در بازی پایانی در ضربات پنالتی عربستان بر امارات غلبه کرد.

## یک چهارم نهایی
| امارات متحدهٔ عربی      | ۰-۱ (و.ا.) | عراق |
| ---------------------- | ---------- | ---- |
| عبدالرحمن ابراهیم '۱۰۳ | Report     |      |

| کویت                  | ۰-۲    | ژاپن |
| --------------------- | ------ | ---- |
| جاسم الهویدی ۱۷'، ۵۴' | Report |      |

| کرهٔ جنوبی                          | ۶-۲    | ایران                                                |
| ---------------------------------- | ------ | ---------------------------------------------------- |
| کیم دو-هون ۱۱' · شین تائه-یونگ ۳۵' | Report | باقری ۳۱' · عزیزی ۵۲' · دایی ۶۶'، ۷۶'، ۸۳'، ۸۹' (پ.) |

| عربستان سعودی                                            | ۳-۴    | چین                               |
| -------------------------------------------------------- | ------ | --------------------------------- |
| یوسف الثنیان ۳۱'، ۶۵' · سامی الجابر ۳۴' · فهد المهلل ۴۳' | Report | ژانگ انهوا ۶'، ۸۹' · پنگ ویگو ۱۶' |

## نیمه نهایی
| امارات متحدهٔ عربی | ۰-۱   | کویت |
| ----------------- | ----- | ---- |
| حسن سعید احمد ۶۹' | گزارش |      |

| ایران                                             | ۰-۰ (و.ا.) | عربستان سعودی                                          |
| ------------------------------------------------- | ---------- | ------------------------------------------------------ |
|                                                   | گزارش      |                                                        |
| ضربات پنالتی                                      |            |                                                        |
| دایی · پیروانی · یزدانی · استیلی · باقری · خاکپور | ۴-۳        | التیماوی · عبدالغنی · زبرماوی · المولد · الحربی · مدنی |

## رده بندی
| ایران                            | ۱-۱    | کویت                                                           |
| -------------------------------- | ------ | -------------------------------------------------------------- |
| دایی ۴۰'                         | Report | جاسم الهویدی ۱۵'                                               |
| ضربات پنالتی                     |        |                                                                |
| محرمی · استیلی · پیروانی · باقری | ۲-۳    | بدر حاجی · بشار عبدالله · سامی اللنقاوی · عبدالرحمان · الهویدی |

## دیدار پایانی
| امارات متحدهٔ عربی                                | ۰–۰ (و.ا.) | عربستان سعودی                                                                 |
| ------------------------------------------------ | ---------- | ----------------------------------------------------------------------------- |
|                                                  | گزارش      |                                                                               |
| ضربات پنالتی                                     |            |                                                                               |
| محمد علی · یوسف صالح · خمیس سعد مبارک · حسن سعید | ۲–۴        | یوسف الثنیان · عبدالله زبرماوی · ابراهیم الحربی · خالد التیماوی · خالد المولد |

## قهرمان
| قهرمان جام ملت‌های آسیا ۱۹۹۶ |
| --------------------------- |
| عربستان سعودی               |
| سومین قهرمانی               |

## گلزنان
| ۸ گل - علی دایی ۶ گل - جاسم الهویدی ۴ گل - فهد المهلل ۳ گل - هوانگ سان-هونگ - حسن سعید احمد ۲ گل - ژانگ انهوا - ویدودو پوترو - رونی وابیا - خداداد عزیزی - کریم باقری - حیدر محمود - لیث حسین - ماساکی‌یو مازونو - کیم دو-هون - سامی الجابر - خالد التیماوی - یوسف الثنیان - نادر جوخدار - عدنان الطلیانی | ۱ گل - گائو فنگ - ما مینگیو - لی بینگ - پنگ ویگو - مهرداد میناوند - نعیم سعداوی - حسام فوزی - خالد صبار - کازویوشی میورا - هیروشی نانامی - ناوکی سوماً - تاکویا تاکاگی - کو جئونگ-وون - شین تائه-یونگ - بشار عبدالله - بدر حاجی - هانی الصقر - خالد المولد - علی الشیخ دیب - دوسیت چالرمسان - کیاتیسوک سناموانگ - عبدالرحمن ابراهیم - سعد بخیت مبارک - خمیس سعد - سرگی لبدف - اولگ شاتسکیخ - ایگور شکویرین ۱ گل به خودی - حسان عباس (برای ژاپن) |

## جوایز

### بهترین بازیکن
- خداداد عزیزی

### بهترین گلزن
- علی دایی - ۸ گل

### بهترین دروازه بان
- محمد الدعایه

### تیم اخلاق (بازی جوانمردانه)
- ایران

### تیم منتخب بازی‌ها
| دروازه‌بانان  | مدافعان                               | هافبک‌ها                                        | مهاجمان                            |
| ------------ | ------------------------------------- | ---------------------------------------------- | ---------------------------------- |
| محمد الدعایه | عبدالله زبرماوی یوسف صالح محمد خاکپور | مهرداد میناوند محمد علی خالد التیماوی بخیت سعد | خداداد عزیزی جاسم الهویدی علی دایی |